# Arabayona de Mógica
Arabayona de Mógica là một đô thị ở tỉnh Salamanca, phía tây Tây Ban Nha, cộng đồng tự trị Castile-Leon. Đô thị này có cự ly 24 kilômét so với thành phố Salamanca và có dân số 486 người. Đô thị này có diện tích 23,26 km².
Đô thị này nằm trên khu vực có độ cao 879 mét trên mực nước biển.
Mã số bưu chính là 37418.